# 爆笑ネットワーク ロックマン野郎エグゼ
『爆笑ネットワーク ロックマン野郎エグゼ』（ばくしょうネットワーク ロックマンやろうエグゼ）は、相田裕司による日本の漫画。ロックマンシリーズをモチーフとした作品である。『別冊コロコロコミック』（小学館）で2002年6月号から2003年2月号まで連載された。全5話。 